# Зуганели, Элеонора
Элеонора Зуганели (греч. Ελεωνόρα Ζουγανέλη, 1 февраля 1983, Афины) — греческая певица.

## Жизнеописание
Элеонора Зуганели — дочь Янниса Зуганелиса и Айседоры Сидерис. В десять лет в первый раз приняла участие в записи Янниса Зуганелиса. В 2004 Элеонора выступает вместе с Георгиосом Даларасом и Антонисом Ремосом на сцене Афинской Арены. Элеонора Зуганели сотрудничала с Филиппосом Плиацикасом, Михалисом Хадзияннисом, группой Onirama. В 2008—2009 Элеонора выступала на сцене вместе с Димитрисом Митропаносоми одновременно выпустила первый персональный альбом под названием «Έλα». В 2009 году песня «Έλα» («Приходи») заняла 3 место в топ-20 Airplay по количеству трансляций в эфире на всех радиостанциях Греции. В октябре 2009 года начинается сотрудничество с музыкальной сценой Σταυρό του Νότου, где она выступала вместе с Димосом Анастасиадисом, Танасисом Алеврасом, а зимой 2010—2011 года с Танасисом Алеврасом и Исайяс Матиаба. В 2010 году вышел её второй альбом под названием «Έξοδος 2» («Выход 2»), над которым работали известные в Греции авторы: Лакис Пападопулос, Никос Антипас, Никос Мораитис, Ольга Влахопулу, Василис Гаврилидис. Песня «Attiki Odos» более 8 месяцев остались в топ-30 греческих радиостанций.
С 2 февраля 2013 года каждую субботу Элеонора выступает в клубе Σταυρό του Νότου Plus с программой «Μετακόμιση Τώρα». Программа включает в себя песни из нового альбома «Μονάχα εγώ» («Только я»).

## Премии и награды
- 2009 — награда «Дебют года» премии «Женщина года» журнала Life & Style[3]
- 2010 — премия Mad Video Music Awards (премия канала MAD TV) Лучший видеоклип — entexno на песню «Κόψε Και Μοίρασε»[4].

## Дискография
- 2008 — Έλα (платиновый)[5]
- 2010 — Έξοδος 2 (золотой)
- 2011 — Είπα στους φίλους μου (Live) CD 1, CD 2
- 2012 — Μονάχα εγώ